# Gossypium barbadense
Espèce
Classification phylogénétique
Gossypium barbadense, le cotonnier créole, est une espèce d'arbuste de la famille des Malvaceae. Il atteint environ 1,5 m de haut, donnant un coton coloré, qui pousse en Amérique du Sud et dans les Antilles. Les fleurs sont jaunes ou blanches, les tiges rougeâtres. C'est une plante vivace ou annuelle, peu exigeante.
En raison de la longueur de sa fibre, au moins 3,5 cm en général, il est aussi connu sous le nom de coton à fibre extra-longue (Extra long staple ou ELS), en particulier aux États-Unis où il fait l'objet d'une définition légale. Quelques types notables de coton ELS sont le Pima américain, le Giza égyptien, le Suvin indien, le Xiniang chinois, le Barakat soudanais et le Tonkovoloknistyi russe. Le coton Sea island fait partie du coton Gossypium barbadense.

## Synonymes
- Gossypium evertum O.F.Cook & J.Hubb.
- Gossypium peruvianum Cav.
- Gossypium vitifolium Lam.

## Sources
1. 1 2  (en) Brian Goggin, « Extra-long staple cotton report - production and export statistics for marketing year 1989/90-1991/92 including USSR, Egypt, Israel, Peru and Sudan; U.S. pima cotton production and export statistics », U.S. Dept. of Agriculture, Foreign Agricultural Service report, 1991 (consulté le 2 novembre 2011).
2. ↑  (en) « 7 USC 7202 - Sec. 7202. Definitions »(Archive.org • Wikiwix • Archive.is • Google • Que faire ?), vLex (consulté le 20 novembre 2011). « Produced from pure strain varieties of the Barbadense species or any hybrid thereof, or other similar types of extra long staple cotton. »
3. ↑  (en) X. L. Zhang, « Genetic diversity of sea-island cotton (Gossypium barbadense) revealed by mapped SSRs », Genetics and molecular research : GMR, vol. 10, no 4,‎ 8 décembre 2011, p. 3620–3631 (ISSN 1676-5680, PMID 22183945, DOI 10.4238/2011.December.8.5, lire en ligne, consulté le 20 novembre 2023).